# Hollandse IJssel

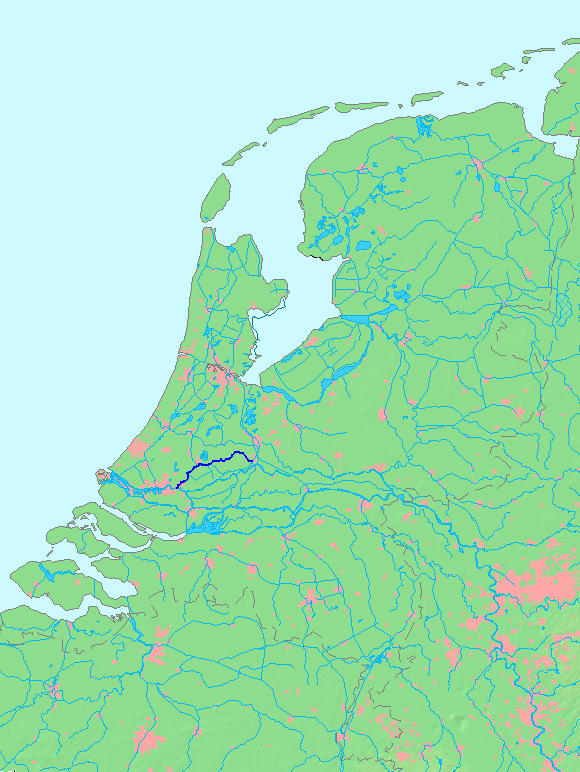
Lage der Hollandse IJssel

Die Hollandse IJssel (deutsch Holländische Issel) ist ein 46 Kilometer langer Fluss in den niederländischen Provinzen Utrecht und Südholland. Sie beginnt bei Nieuwegein neben dem Lek und fließt über Gouda nach Krimpen aan den IJssel, einem Vorort von Rotterdam. Dort mündet sie in die Nieuwe Maas, die schließlich zur Nordsee führt. Die Hollandse IJssel ist unterhalb Gouda mit Schiffen bis 2000 t befahrbar. Durch sie strömen durchschnittlich 0,7 % des Rheinwassers.
Ein anderer Fluss namens IJssel fließt weiter im Osten, in der Provinz Gelderland. Diese (Geldersche) IJssel zweigt sich in Arnheim vom Rhein (Nederrijn) ab und mündet im IJsselmeer.

## Geschichte

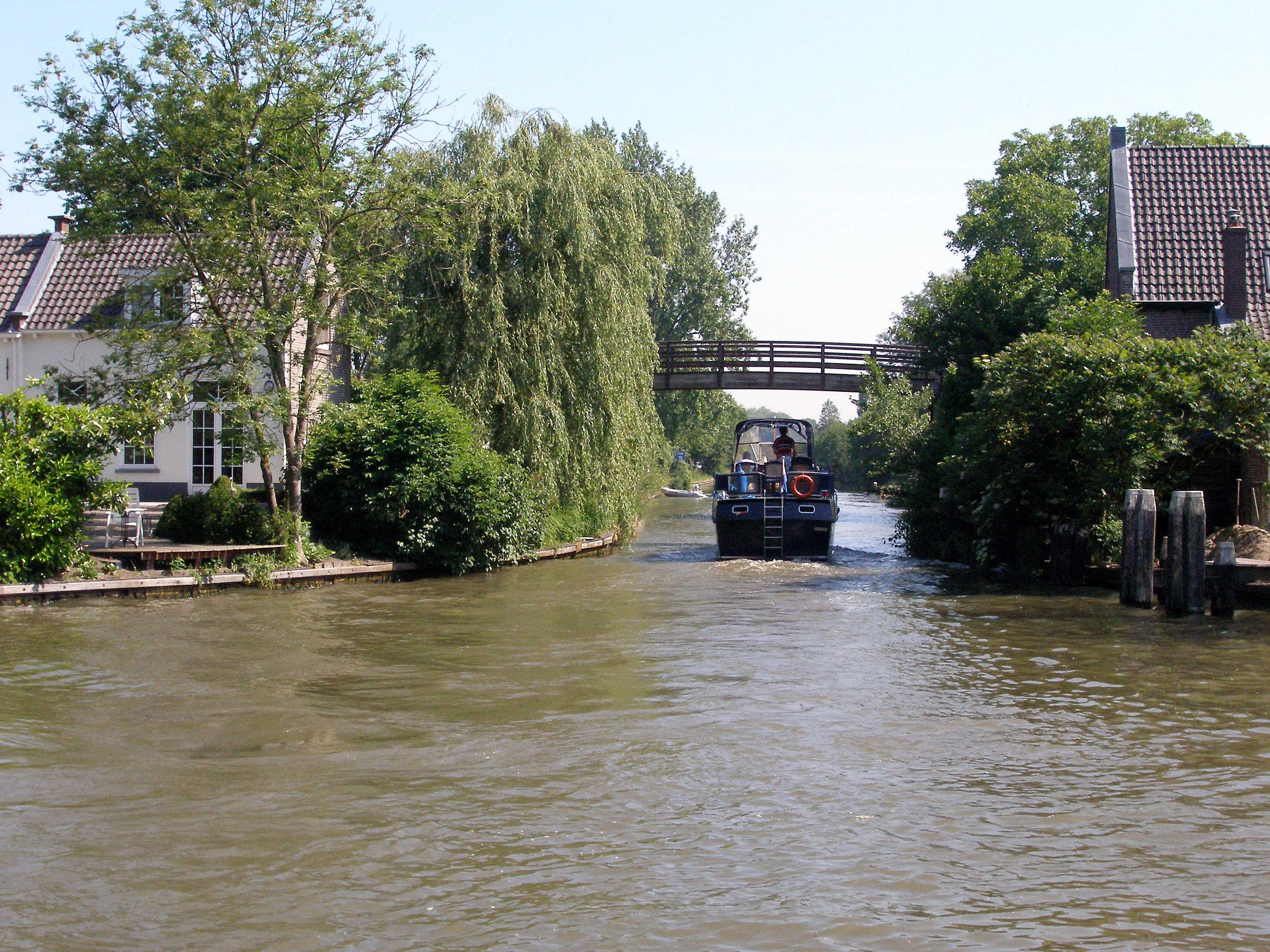
Hollandse IJssel und Kanal Doorslag

Die Hollandse IJssel war ursprünglich ein Seitenarm des Lek. Aus zwei Gründen wurde der Arm im 13. Jahrhundert abgetrennt: Zum einen wurde der Lek durch die Abdämmung des Oude Rijns bei Wijk bij Duurstede größer; zum anderen benötigte die Trockenlegung der Moorgebiete beidseits der IJssel eine gute Entwässerung. Dies konnte allerdings nur funktionieren, wenn der Pegel der IJssel niedriger als der des Lek  war. Graf Floris V. ließ 1285 den Dam bij het Klaphek bauen. Daraufhin drohte die Hollandse IJssel zu verlanden. Um dies zu vermeiden, wurde schon zehn Jahre später zwischen dem 1122 angelegten Kanal Vaartse Rijn (zwischen Lek und Utrecht) und der Hollands Ijssel ein Verbindungskanal namens Doorslag angelegt. Für  Schiffsverkehr blieb der Wasserstand im Oberlauf aber zu niedrig, weshalb  dieser bis Gouda Mitte des 19. Jahrhunderts kanalisiert wurde. Seit 1954 scheidet ein Damm mit Siel und Schleuse südöstlich von Gouda den kanalisierten Oberteil des Flusses – die Gekanaliseerde Hollandse IJssel – vom tidenabhängigen Unterlauf.

## Flusslauf

### Kanalisierte Hollandse IJssel

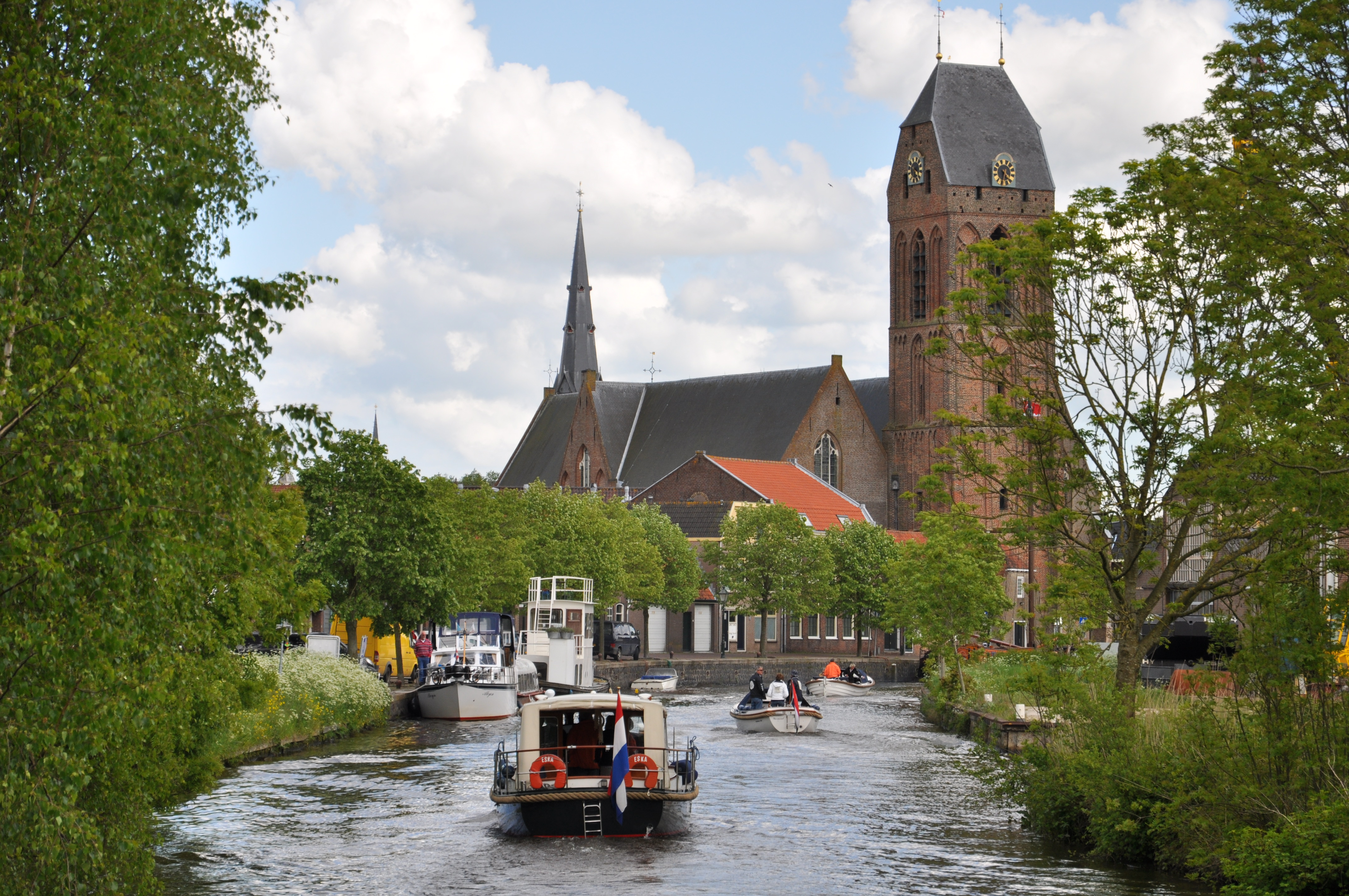
Gekanaliseerde Hollandse IJssel in Oudewater

Der Doorslag zweigt heute vom den Vaartse Rijn ersetzenden Merwede-Kanal zur IJssel ab. Bis zu dessen Einmündung heißt die IJssel Kromme IJssel, danach  Gekanaliseerde Hollandse Ijssel. Bei Oudewater mündet die Lange Linschoten und bei Haastrecht die Vlist in die IJssel. Die Vlist kommt von links und teilt das Gebiet zwischen dem Lek und der Hollandse Ijssel in die östliche Lopikerwaard und die westliche Krimpenerwaard. Für beide Gebiete übernimmt die Hollandse IJssel die Entwässerung. Kurz vor Gouda endet der kanalisierte Flussabschnitt am Schleusenkomplex De Waaiersluis, der außer der namengebenden Fächerschleuse ein Siel und seit 2004 ein Schöpfwerk umfasst.

### Tidenfluss Hollandse IJssel

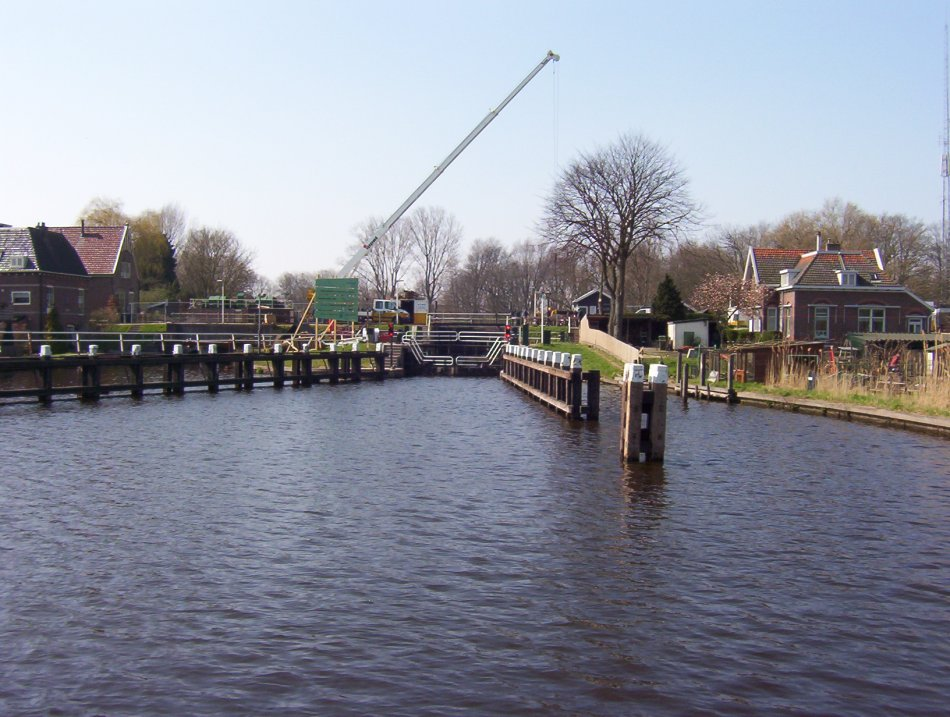
Waaiersluis (Fächerschleuse) bei Gouda

An der Fächerschleuse beginnt der Gezeiteneinfluss. Der Tidenhub liegt zwischen 1,80 und 3,30 Meter.

#### Gouwe-Mündung

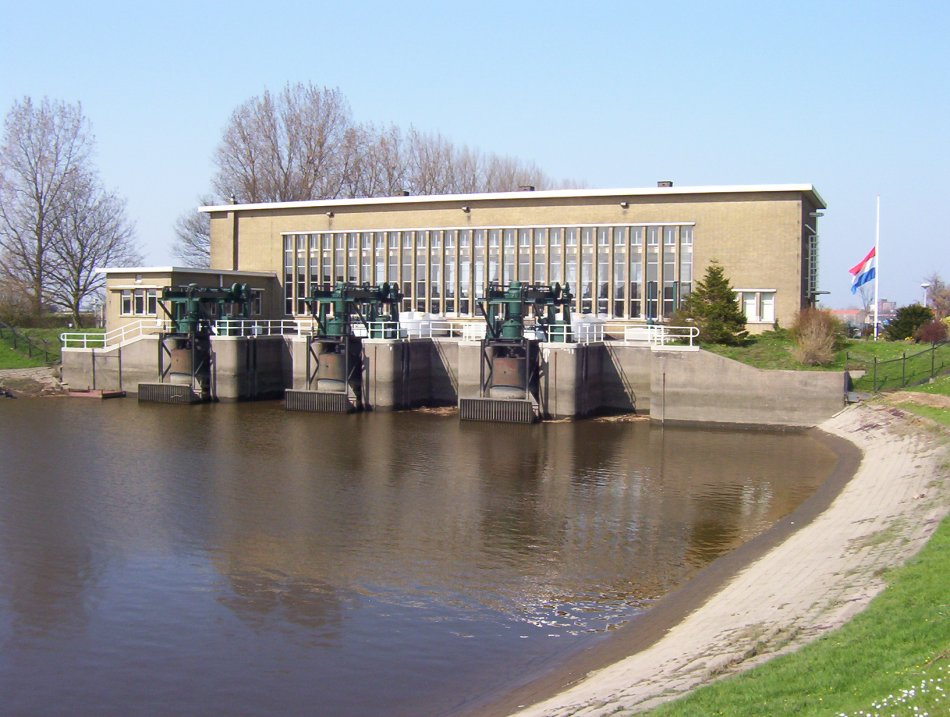
Mündungsschöpfwerk der Gouwe in Gouda, IJsselseite

In Gouda mündet die Gouwe, deren Wasserspiegel heutzutage zumeist unter dem der Hollandse Ijssel liegt. Die Mündung besteht aus mehreren künstlichen Wasserwegen: An der Mündung des östlichen Stadtgrabens Fluwelensingel liegt ein Schöpfwerk. Die alte Hafenschleuse (beim Alten Zollhaus/Oude Tolhuis) an der Mündung der namentlichen Gouwe dient nur noch als Siel. Am westlichen Rand der Altstadt führt die Mallegatsluis in den Turfsingel genannten westlichen Stadtgraben mit Museumshafen. Etwa einen Kilometer weiter mündet der Julianakanaal mit zwei Armen; der östliche Stroomkanaal entwässert durch ein Schöpfwerk, der westliche Gouwekanaal mündet über die Julianaschleuse in den Voorhaven.

#### Unterlauf und Sperrwerk

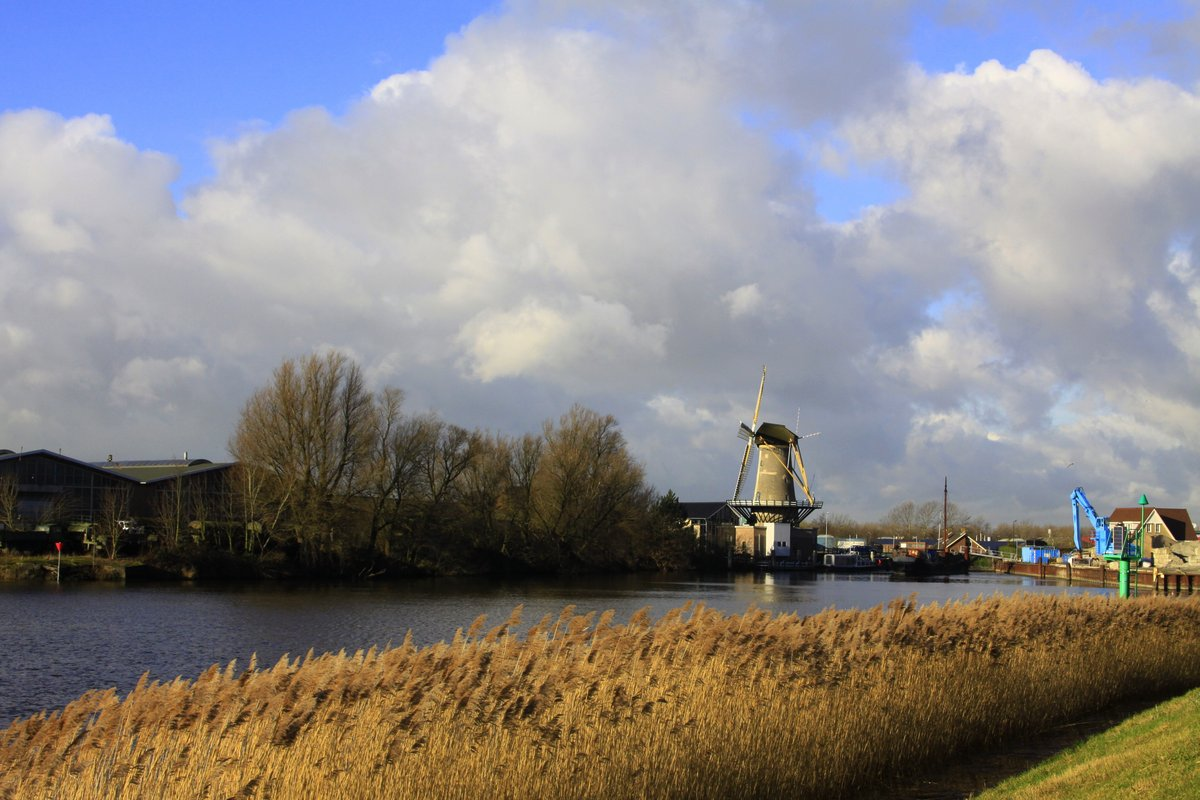
Hollandse IJssel bei Nieuwerkerk

Unterhalb von Gouda wird der Fluss breiter und bildet die Grenze zwischen der Gemeinde Zuidplas am rechten Ufer mit den Ortsteilen Moordrecht und Nieuwerkerk aan den IJssel, sowie Krimpenerwaard am linken Ufer mit den Ortsteilen Gouderak und Ouderkerk aan den IJssel. Schließlich liegt am rechten Ufer die Stadt Capelle aan den IJssel und am linken Krimpen aan den IJssel. Zwei Kilometer vor der Mündung in die Nieuwe Maas steht hier seit 1958 das Sturmflutsperrwerk Holländische IJssel, das älteste Element des Deltaplans. An der Mündung liegt Kralingseveer, gegenüber liegt die ehemalige Insel IJsselmonde.

## Nebenflüsse
- Lange Linschoten
- Vlist
- Gouwe.

## Landschaft und Siedlungen
Der Ursprung der Hollandse IJssel liegt im Ballungsgebiet von Utrecht, die Mündung im Ballungsgebiet um Rotterdam. Dazwischen fließt sie durch das „Grüne Kernland“ Hollands.
Orte:
- Nieuwegein
- IJsselstein
- Oudewater:
  - Snelrewaard
  - Oudewater
  - Hekendorp
- Haastrecht
- Gouda (fast nur rechts)
- Gouderak (links, Krimpenerwaard)
- Moordrecht (rechts, Zuidplas)
- Nieuwerkerk (rechts, Zuidplas)
- Ouderkerk (links, Krimpenerwaard)
- Capelle (rechts)
- Krimpen (links)